# Campionati italiani assoluti di atletica leggera 2009
I XCIX campionati italiani assoluti di atletica leggera si sono tenuti a Milano, presso l'Arena Civica, dal 31 luglio al 2 agosto 2009. Sono stati assegnati 42 titoli italiani in 21 specialità, al maschile e al femminile.
Durante la manifestazione si sono svolti anche i campionati italiani assoluti di prove multiple, che hanno visto l'assegnazione di due titoli: uno nell'eptathlon e uno nel decathlon.

## Risultati

### Uomini
| Specialità                                                                              | Oro                                                                                    | Prestazione | Argento                                                                                    | Prestazione | Bronzo                                                                                      | Prestazione |
| Corse                                                                                   |                                                                                        |             |                                                                                            |             |                                                                                             |             |
| 100 m                                                                                   | Simone Collio Gruppi Sportivi Fiamme Gialle                                            | 10"27       | Maurizio Checcucci Gruppo Sportivo Fiamme Oro                                              | 10"47       | Luca Verdecchia Gruppo Sportivo Fiamme Oro                                                  | 10"60       |
| 200 m                                                                                   | Roberto Donati Centro Sportivo Esercito                                                | 20"86       | Simone Collio Gruppi Sportivi Fiamme Gialle                                                | 20"88       | Mario Andre Bassani Atletica Vomano                                                         | 21"13       |
| 400 m                                                                                   | Matteo Galvan Gruppi Sportivi Fiamme Gialle                                            | 45"88       | Isalbet Juarez Gruppo Sportivo Fiamme Oro                                                  | 46"93       | Marco Vistalli Atletica Bergamo 1959                                                        | 47"13       |
| 800 m                                                                                   | Mario Scapini Pro Patria CUS Milano                                                    | 1'49"28     | Livio Sciandra Centro Sportivo Aeronautica Militare                                        | 1'49"50     | Giovanni Bellino CUS Bari                                                                   | 1'49"93     |
| 1500 m                                                                                  | Mario Scapini Pro Patria CUS Milano                                                    | 3'48"13     | Merihun Crespi Centro Sportivo Esercito                                                    | 3'48"55     | Gilio Iannone Centro Sportivo Esercito                                                      | 3'49"21     |
| 5000 m                                                                                  | Stefano La Rosa Centro Sportivo Carabinieri                                            | 14'18"37    | Simone Gariboldi Gruppo Sportivo Fiamme Oro                                                | 14'19"20    | Kaddour Slimani Co-Ver Sportiva Mapei                                                       | 14'19"88    |
| 10 000 m                                                                                | Stefano La Rosa Centro Sportivo Carabinieri                                            | 29'57"29    | Gabriele Carletti Athletic Terni                                                           | 29'57"65    | Kaddour Slimani Co-Ver Sportiva Mapei                                                       | 30'00"04    |
| 3000 m siepi                                                                            | Matteo Villani Centro Sportivo Carabinieri                                             | 8'38"19     | Yuri Floriani Gruppi Sportivi Fiamme Gialle                                                | 8'41"53     | Angelo Iannelli Gruppo Sportivo Fiamme Azzurre                                              | 8'46"88     |
| 110 m hs                                                                                | Stefano Tedesco Gruppi Sportivi Fiamme Gialle                                          | 13"97       | Emanuele Abate Gruppo Sportivo Fiamme Oro                                                  | 13"99       | Carlo Alberto Mainini Centro Sportivo Carabinieri                                           | 14"33       |
| 400 m hs                                                                                | Nicola Cascella Centro Sportivo Aeronautica Militare                                   | 50"10       | Leonardo Capotosti Gruppi Sportivi Fiamme Gialle                                           | 51"57       | Andrea Gallina Atletica Cento Torri Pavia                                                   | 51"74       |
| Marcia 10 000 m                                                                         | Ivano Brugnetti Gruppi Sportivi Fiamme Gialle                                          | 40'19"93    | Alex Schwazer Centro Sportivo Carabinieri                                                  | 41'26"55    | Alessandro Gandellini Gruppo Sportivo Fiamme Oro                                            | 42'53"45    |
| Staffetta 4×100 m                                                                       | Atletica Riccardi Massimiliano Dentali Diego Marani Paolo Pistono Giovanni Tomasicchio | 40"36       | Gruppo Sportivo Fiamme Oro Giuseppe Aita Maurizio Checcucci Luca Verdecchia Emanuele Abate | 40"58       | Assindustria Sport Andrea Oliverio Enrico Pra'floriani Alessio Ramalli Luca Berti Rigo      | 41"37       |
| Staffetta 4×400 m                                                                       | Assindustria Sport Alessio Ramalli Mattia Picello Paolo Zani Francesco Cappellin       | 3'13"35     | Atletica Riccardi Daniele Seca Adel Daki Giacomo Cecchin Francesco D'Ambrosi               | 3'15"78     | Atletica Lecco Colombo Costruzioni Luca Ballabio Roberto Scola Daniele Sala Giacomo Panizza | 3'16"34     |
| Concorsi                                                                                |                                                                                        |             |                                                                                            |             |                                                                                             |             |
| Salto in alto                                                                           | Nicola Ciotti Centro Sportivo Carabinieri                                              | 2,28 m      | Alessandro Talotti Centro Sportivo Carabinieri                                             | 2,25 m      | Giulio Ciotti Gruppo Sportivo Fiamme Azzurre                                                | 2,25 m      |
| Salto con l'asta                                                                        | Giorgio Piantella Centro Sportivo Carabinieri                                          | 5,45 m      | Marco Boni Centro Sportivo Aeronautica Militare                                            | 5,40 m      | Sergio D'Orio Gruppi Sportivi Fiamme Gialle                                                 | 5,10 m      |
| Salto in lungo                                                                          | Alessio Guarini Virtus Atletica Bologna                                                | 7,84 m      | Stefano Dacastello Gruppi Sportivi Fiamme Gialle                                           | 7,58 m      | Kevin Ojiaku Atletica Canavesana                                                            | 7,48 m      |
| Salto triplo                                                                            | Fabrizio Schembri Centro Sportivo Carabinieri                                          | 17,24 m     | Michele Boni Centro Sportivo Aeronautica Militare                                          | 16,29 m     | Stefano Magnini CUS dei Laghi - Atletica Varese                                             | 15,66 m     |
| Getto del peso                                                                          | Marco Di Maggio Centro Sportivo Aeronautica Militare                                   | 19,00 m     | Paolo Dal Soglio Centro Sportivo Carabinieri                                               | 18,98 m     | Paolo Capponi Gruppo Sportivo Fiamme Oro                                                    | 17,92 m     |
| Lancio del disco                                                                        | Hannes Kirchler Centro Sportivo Carabinieri                                            | 60,35 m     | Diego Fortuna Centro Sportivo Carabinieri                                                  | 58,53 m     | Marco Zitelli Centro Sportivo Aeronautica Militare                                          | 57,31 m     |
| Lancio del martello                                                                     | Nicola Vizzoni Gruppi Sportivi Fiamme Gialle                                           | 77,73 m     | Marco Lingua Gruppi Sportivi Fiamme Gialle                                                 | 72,93 m     | Pellegrino Delli Carri Centro Sportivo Aeronautica Militare                                 | 71,97 m     |
| Lancio del giavellotto                                                                  | Roberto Bertolini Gruppo Sportivo Fiamme Oro                                           | 72,45 m     | Moreno Belletti CUS Parma                                                                  | 68,48 m     | Gianluca Tamberi Atletica Vomano                                                            | 68,04 m     |
| record dei campionati; record nazionale; record personale; record personale stagionale. |                                                                                        |             |                                                                                            |             |                                                                                             |             |

### Donne
| Specialità                                                                              | Oro                                                                                       | Prestazione | Argento                                                                                   | Prestazione | Bronzo                                                                                                  | Prestazione |
| Corse                                                                                   |                                                                                           |             |                                                                                           |             | |             |
| 100 m                                                                                   | Anita Pistone Centro Sportivo Esercito                                                    | 11"57       | Doris Tomasini Unione Sportiva Quercia Trentingrana                                       | 11"62       | Maria Aurora Salvagno Centro Sportivo Aeronautica Militare                                              | 11"63       |
| 200 m                                                                                   | Giulia Arcioni Gruppo Sportivo Forestale                                                  | 23"75       | Vincenza Calì Gruppo Sportivo Fiamme Azzurre                                              | 23"75       | Doris Tomasini Unione Sportiva Quercia Trentingrana                                                     | 24"08       |
| 400 m                                                                                   | Libania Grenot Gruppi Sportivi Fiamme Gialle                                              | 51"52       | Marta Milani Centro Sportivo Esercito                                                     | 52"76       | Maria Enrica Spacca Gruppo Sportivo Forestale                                                           | 53"56       |
| 800 m                                                                                   | Elisa Cusma Centro Sportivo Esercito                                                      | 2'00"61     | Daniela Reina Gruppo Sportivo Fiamme Azzurre                                              | 2'03"06     | Elisabetta Artuso Gruppo Sportivo Forestale                                                             | 2'04"88     |
| 1500 m                                                                                  | Elena Romagnolo Centro Sportivo Esercito                                                  | 4'13"65     | Agnes Tschurtschenthaler Gruppo Sportivo Forestale                                        | 4'18"78     | Giulia Viola Atletica Mogliano                                                                          | 4'19"20     |
| 5000 m                                                                                  | Federica Dal Rì Centro Sportivo Esercito                                                  | 16'05"20    | Laila Soufyane Atletica Studentesca CA.RI.RI.                                             | 16'09"22    | Marzena Michalska Gruppo Sportivo Fiamme Oro                                                            | 16'15"09    |
| 10 000 m                                                                                | Anna Incerti Gruppo Sportivo Fiamme Azzurre                                               | 33'19"96    | Renate Rungger Gruppo Sportivo Forestale                                                  | 34'08"77    | Marzena Michalska Gruppo Sportivo Fiamme Oro                                                            | 34'36"34    |
| 3000 m siepi                                                                            | Emma Quaglia CUS Genova                                                                   | 10'05"65    | Gloria Barale CUS Torino                                                                  | 10'18"89    | Giulia Martinelli Atletica Studentesca CA.RI.RI.                                                        | 10'24"43    |
| 100 m hs                                                                                | Micol Cattaneo Centro Sportivo Carabinieri                                                | 13"40       | Marzia Caravelli CUS Cagliari                                                             | 13"42       | Veronica Borsi Gruppi Sportivi Fiamme Gialle                                                            | 13"75       |
| 400 m hs                                                                                | Benedetta Ceccarelli Centro Sportivo Carabinieri                                          | 56"81       | Manuela Gentili CUS Palermo                                                               | 56"93       | Aida Valente Atletica Vicentina                                                                         | 58"98       |
| Marcia 5000 m                                                                           | Sibilla Di Vincenzo Assindustria Sport Padova                                             | 22'47"53    | Eleonora Anna Giorgi Atletica Lecco Colombo Costruzioni                                   | 23'00"55    | Federica Ferraro Centro Sportivo Aeronautica Militare                                                   | 23'03"48    |
| Staffetta 4×100 m                                                                       | Gruppo Sportivo Forestale Flavia Arcioni Manuela Grillo Giulia Arcioni Martina Giovanetti | 45"33       | Centro Sportivo Esercito Chiara Gervasi Rita De Cesaris Jessica Paoletta Anita Pistone    | 45"70       | Fondiaria SAI Atletica Elisa Romeo Tiziana Grasso Giulia Pennella Ilenia Draisci                        | 46"35       |
| Staffetta 4×400 m                                                                       | Centro Sportivo Esercito Chiara Bazzoni Sabrina Mutschlechner Elisa Cusma Marta Milani    | 3'39"93     | Italgest Athletic Club Giulia Alberti Marina Mambretti Marta Maffioletti Eleonora Sirtoli | 3'42"21     | Nuova Atletica Fanfulla Lodigiana Simona Capano Sara Rigamonti Claudia Iacazio Chiavari Valentina Zappa | 3'43"31     |
| Concorsi                                                                                |                                                                                           |             |                                                                                           |             | |             |
| Salto in alto                                                                           | Raffaella Lamera Centro Sportivo Esercito                                                 | 1,89 m      | Elena Vallortigara Assindustria Sport Padova                                              | 1,87 m      | Elena Brambilla Gruppo Sportivo Fiamme Azzurre                                                          | 1,85 m      |
| Salto con l'asta                                                                        | Anna Giordano Bruno Assindustria Sport Padova                                             | 4,60 m      | Elena Scarpellini Centro Sportivo Aeronautica Militare                                    | 4,10 m      | Giulia Cargnelli Gruppo Sportivo Forestale                                                              | 4,00 m      |
| Salto in lungo                                                                          | Tania Vicenzino Centro Sportivo Esercito                                                  | 6,45 m      | Serena Amato Pro Patria CUS Milano                                                        | 6,16 m      | Elena Salvetti Nuova Atletica Fanfulla Lodigiana                                                        | 6,00 m      |
| Salto triplo                                                                            | Magdelín Martínez Assindustria Sport Padova                                               | 14,10 m     | Federica De Santis Centro Sportivo Esercito                                               | 13,79 m     | Silvia Cucchi Gruppo Sportivo Fiamme Oro                                                                | 13,77 m     |
| Getto del peso                                                                          | Chiara Rosa Gruppo Sportivo Fiamme Azzurre                                                | 18,30 m     | Assunta Legnante Italgest Athletic Club                                                   | 17,43 m     | Julaika Nicoletti Fondiaria SAI Atletica                                                                | 15,46 m     |
| Lancio del disco                                                                        | Laura Bordignon Gruppo Sportivo Fiamme Azzurre                                            | 56,37 m     | Giorgia Baratella Gruppo Sportivo Fiamme Oro                                              | 52,17 m     | Valentina Aniballi Centro Sportivo Esercito                                                             | 52,08 m     |
| Lancio del martello                                                                     | Clarissa Claretti Centro Sportivo Aeronautica Militare                                    | 70,56 m     | Silvia Salis Gruppo Sportivo Forestale                                                    | 68,59 m     | Silvia Maria Koller Centro Sportivo Esercito                                                            | 61,30 m     |
| Lancio del giavellotto                                                                  | Zahra Bani Gruppo Sportivo Fiamme Azzurre                                                 | 54,65 m     | Silvia Carli Gruppo Sportivo Fiamme Oro                                                   | 49,90 m     | Giulia Paccagnan Italgest Athletic Club                                                                 | 48,01 m     |
| record dei campionati; record nazionale; record personale; record personale stagionale. |                                                                                           |             |                                                                                           |             | |             |

### Campionati italiani di prove multiple
| Specialità                                                                              | Oro                                           | Prestazione | Argento                                       | Prestazione | Bronzo                                 | Prestazione |
| Decathlon (uomini)                                                                      | Paolo Mottadelli Atletica Cento Torri Pavia   | 7436 p.     | William Frullani Centro Sportivo Carabinieri  | 7323 p.     | Lukas Lanthaler Sportverein Lana Raika | 7093 p.     |
| Eptathlon (donne)                                                                       | Cecilia Ricali Gruppo Sportivo Fiamme Azzurre | 5409 p.     | Elisa Trevisan Gruppo Sportivo Fiamme Azzurre | 5366 p.     | Laura Rendina Fondiaria SAI Atletica   | 5362 p.     |
| record dei campionati; record nazionale; record personale; record personale stagionale. |                                               |             |                                               |             |                                        |             |